# تانيا لاسي
تانيا لاسي (بالإنجليزية: Tanya Lacey)‏ هي مغنية بريطانية، ولدت في 2 مارس 1986 في برستل في المملكة المتحدة.

## وصلات خارجية
- تانيا لاسي على موقع ميوزك برينز (الإنجليزية)
- تانيا لاسي على موقع ديسكوغز (الإنجليزية)
- تانيا لاسي على موقع ديسكوغز (الإنجليزية)